# Volinia

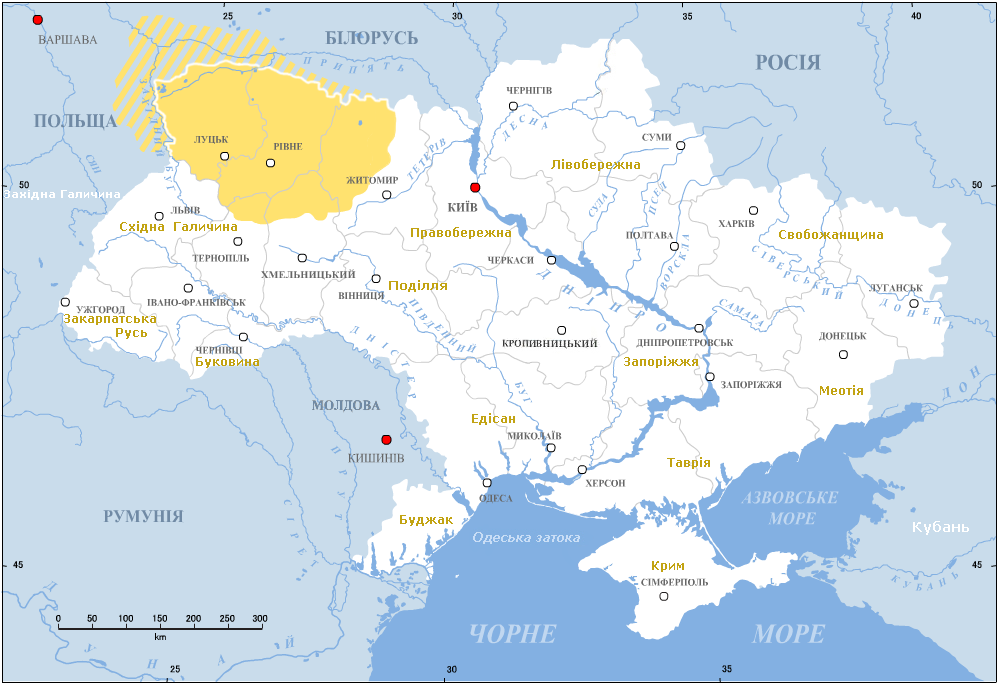
Mapa de la región de Volinia.

Escudo del óblast de Volinia.

Volinia (en ucraniano: Волинь, Volýn, en polaco: Wołyń, en ruso: Волынь, Volýn; también llamada históricamente Lodomeria) comprende la histórica región del oeste de Ucrania localizada entre los ríos Prípiat y Bug Occidental, al sur de Polesia, hasta el norte de la región centroeuropea de Galitzia y Podolia. El área es una de las primeras regiones en haber estado habitada por pueblos eslavos. Parte de la histórica Volinia forma ahora los óblast de Volinia, Rivne y partes de los óblast de  Zhitómir y Ternópil en Ucrania, así como partes de Polonia (ver Chełm).
Las principales ciudades de la región son Lutsk (la capital histórica), Kóvel, Krémenets y Zviáhel.

## Historia
Los protoeslavos se diferenciaron de los celtas y los germanos en un largo período que va del III milenio a. C. al (aproximadamente) año 1000 a. C. Desde el primer milenio antes de nuestra era ya se encuentran los rasgos culturales que caracterizarían a los eslavos, conjunto étnico que tuvo uno de sus primeros asientos en Volinia.
El nombre de Volinia deriva del territorio correspondiente a la ciudad de Volodímir que fue la capital del Principado de Volinia (987-1199). Tras separarse del Principado de Lutsk (1154-1228), el Principado de Volinia fue denominado Principado de Volodímir entre 1154 a 1199. En 1199, el príncipe de Volinia Román el Grande anexó el Principado de Galitzia, trasladando su sede a la antigua ciudad de Hálych y formando el Principado de Galicia-Volinia. 
Daniel de Galitzia (o Daniel de Hálych) se constituyó en príncipe de Galitzia y Volinia entre 1211~1264, aunque tuvo problemas para mantener su poder a causa de los cuasi feudales boyardos. Esto facilitó que el Principado de Galitzia-Volinia fuera obligado a rendir vasallaje a los janes mongoles de la Horda de Oro.
Luego del estallido del Principado de Galicia-Volinia hacia 1340, Polonia y Lituania se repartieron la región entre 1352 y 1366. Polonia adquirió Galitzia y el oeste de Volinia, mientras el este de Volinia pasó a poder lituano.
A partir de 1569 Volinia fue una provincia de la llamada República de las Dos Naciones. En ese período (de hegemonía polaca) numerosos polacos y judíos se establecieron en la región, al tiempo que se construían tanto iglesias católicas como ortodoxas. En el siglo XVIII se establecieron menonitas.
Tras el Tercer reparto de Polonia (1795), la parte oriental de Volinia fue anexada al Imperio ruso, mientras que la parte occidental pasó a control austríaco junto con Galitzia constituyendo luego de 1867 en el Imperio austrohúngaro un principado subordinado de Austria llamado Reino de Galitzia y Lodomeria. A fines de siglo XIX, estando Volinia bajo el poder del Imperio ruso, habitaban allí algo más de 200 000 alemanes étnicos conocidos como alemanes de Volinia (en alemán, Wolhyniendeutsche), la mayor parte de ellos emigrados de territorios del polaco Reino del Congreso, una pequeña cantidad de colonos checos se instaló en la región.
En 1916, durante la Primera Guerra Mundial Volinia (junto con las regiones circundantes) fue invadida por el Imperio alemán. Tras la revolución rusa de 1917 y la conclusión formal de la Primera Guerra Mundial, el territorio de Volinia fue uno de los campos de batalla entre diferentes fuerzas: los bolcheviques del Ejército Rojo, los antibolcheviques "blancos", los nacionalistas ucranianos, los nacionalistas polacos...
Hacia 1920 el territorio estaba bajo dominio de Rusia soviética, quedando formalmente sancionado tal control por los límites orientales otorgados entonces a Polonia mediante la línea Curzon. Pero en 1921, tras la guerra polaco-soviética, prácticamente toda la mitad occidental de Volinia pasó a formar parte de los Kresy polacos, con el nombre de Voivodato polaco de Volinia. Como reacción a la ocupación de la región occidental de Volinia por Polonia, Stalin deportó de Volinia Oriental, entre 1935 y 1939, a los pobladores polacos. Esta fue la primera deportación étnica en la historia de la URSS.
Como parte del pacto Ribbentrop-Mólotov, en 1940 los nazis trasladaron a la minoría alemana de la región a los territorios polacos anexionados por la Alemania nazi, con el propósito de germanizar dichos territorios.
La región fue ocupada por Alemania en 1941 tras la Operación Barbarroja y en 1943 se produjo la masacre de polacos en Volinia por parte del Ejército Insurgente Ucraniano. Volinia regresó a la URSS a consecuencia de la victoria soviética en la Segunda Guerra Mundial.